# シュタルク効果
シュタルク効果（英: Stark effect）とは、原子や分子に一様な外部電場をかけた時に、スペクトルが変化する現象のこと。原子などのエネルギー準位が分裂するために、スペクトルにサテライト線が現れる。原子に磁場をかけた時に生じるスペクトルの分裂はゼーマン効果であり、シュタルク効果ではない。
1913年、ドイツの物理学者ヨハネス・シュタルクにより発見された。分子の回転スペクトルを量子化学的に考える際の補正項の一つ。

## 原理
以下では、水素原子や水素様イオンにおいて、主量子数がn=2の励起状態にある場合を例として考える。ゼロ電場において電子の入り得る軌道は、2s、2p0、2p+1、2p-1の4つである。ここで、電場の向きを量子化軸である{\displaystyle z}方向にとると、2p+1、2p-1はハミルトニアンの固有状態であるが、2sと2p0に対しては、それらで形成されるsp混成軌道に電子が入った状態が固有状態となる。sp混成軌道の一方は、電子雲が電場方向に、もう一方は電場と反対方向に伸びた分布を持っている。
電場によるエネルギー変化は、電場の強さと電気双極子モーメント{\displaystyle e\langle \phi |z|\phi \rangle }の積となる。ここで、{\displaystyle e}は電子の電荷、{\displaystyle \phi }は波動関数である。sp混成した2つの状態に対する電気双極子モーメントは互いに符号が逆で、同じ絶対値となる。また、2p+1, 2p-1に対しては0となり、エネルギー変化を生じない。したがってエネルギー準位は3つに分裂し、中心のものは2つの状態が縮退して、ゼロ電場の時のエネルギーから変化しない。n>2の場合においても、異なる方位量子数で、同じ磁気量子数同士の軌道が混成し、同様にエネルギー準位が分裂する。
以上は、電場の一次摂動のみを考慮したときのものである。水素原子は同じ主量子数の状態が縮退しているが、そうでない一般の場合は、一次摂動の効果はなく、二次以上の摂動が影響する。